# Cathédrale de Venafro
La cathédrale de Venafro est une église catholique romaine de Venafro, en Italie. Il s'agit d'une cocathédrale du diocèse d'Isernia-Venafro.